# Eutelia diplographa
Eutelia diplographa là một loài bướm đêm trong họ Noctuidae.